# Hurghadas internationella flygplats
Hurghadas internationella flygplats (IATA: HRG, ICAO: HEGN) (arabiska: مطار الغردقة الدولي) är en internationell flygplats i Hurghada i sydöstra Egypten utefter fastlandskusten till Röda havet. Flygplatsen ligger cirka 5 kilometer sydväst om Hurghadas centrum och används framför allt för att transportera turister till orterna i närregionen. Den har reguljära direktflyg till bland annat Asien och Europa samt cirka 40 charterbolag som arrangerar resor hit, bland annat från Sverige.